# Gyretes bidens
Gyretes bidens là một loài bọ cánh cứng trong họ van Gyrinidae. Loài này được Olivier miêu tả khoa học năm 1795.